# Athyrium devolii
Athyrium devolii är en majbräkenväxtart som beskrevs av Ren-Chang Ching. Athyrium devolii ingår i släktet Athyrium och familjen Athyriaceae. Inga underarter finns listade.